# No mires a los ojos
Pour plus de détails, voir Fiche technique et Distribution.
No mires a los ojos est un film espagnol réalisé par Félix Viscarret, sorti en 2022.

## Synopsis
Damián, un charpentier, se cache dans une armoire qui va être livrée à des clients. Une fois celle-ci livrée, il sort de l'armoire et décide de continuer à vivre dans la maison avec une famille inconnue.

## Fiche technique
- Titre : No mires a los ojos
- Réalisation : Félix Viscarret
- Scénario : David Muñoz et Félix Viscarret d'après le roman Desde las sombras de Juan José Millás
- Musique : Mikel Salas
- Photographie : Álvaro Gutiérrez
- Montage : Victoria Lammers
- Production : Raquel Morte
- Société de production : Entre Chien et Loup et Tornasol Films
- Pays :  Espagne et  Belgique
- Genre : Drame
- Durée : 107 minutes
- Dates de sortie : 
  -  Espagne : 4 novembre 2022

## Distribution
- Paco León : Damián
- Leonor Watling : Lucía
- Àlex Brendemühl : Fede
- María Romanillos : María
- Susana Abaitua : Paula
- Marcos Ruiz : Raúl
- Luisa Gavasa : la mère de Lucía
- Juan Diego Botto : Sergio O'Kane
- Iñaki Gabilondo : lui-même

## Distinctions
Le film a été nommé pour le Prix Goya du meilleur scénario adapté.